# الجعيساء (أسلم)

تعديل مصدري - تعديل

الجعيساء هي إحدى قرى عزلة أسلم الوسط بمديرية أسلم التابعة لمحافظة حجة، بلغ تعداد سكانها 93 نسمة حسب تعداد اليمن لعام 2004.